# Rodrigo Méndez Silva

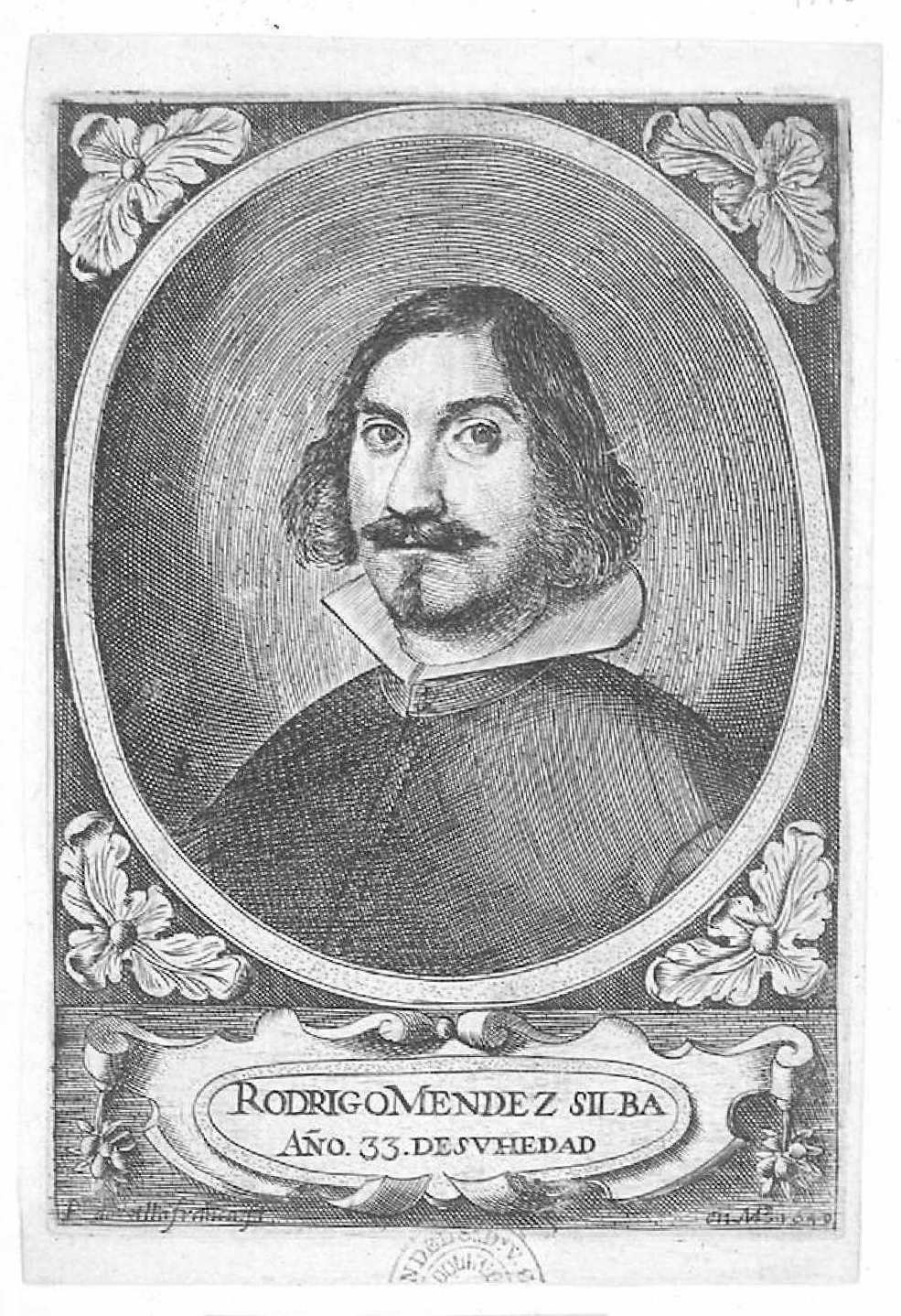
Pedro de Villafranca: Retrato de Rodrigo Méndez Silva, na idade de 33 anos. Ilustração de Vida e factos de Nuno Alvarez Pereyra, por Rodrigo Méndez Silva, 1640. Biblioteca Nacional de Espanha.

Rodrigo Méndez Silva (Celorico da Beira, 1606 - Veneza, 1670) foi um historiador, genealogista e geógrafo hispano-português de origem criptojudaica, «cronista geral de Espanha, e ministro do supremo Conselho de Castela».

## Biografia
Segundo a informação obtida por Révah do seu processo inquisitorial e dos processos de outros familiares, foi o quarto e último filho de Henrique Mendes Silva e Ana Guterres; neto, pela parte de seu pai, de António Mendes e Francisca Silva e pela materna de Miguel Fernandes Guterres e Branca Gomes, todos de Celorico excepto o avô materno que era de Castela, e viviam da sua quinta «de vinhas e olivais e outras coisas». Ainda que no seu processo ante o tribunal da Inquisição tenha declarado descender de cristãos velhos e que nenhum dos seus familiares tinha sido encarcerado pelo Santo Oficio, a verdade é que entre os seus primos, segundo as investigações de Reváh e ainda que nas suas declarações ante a Inquisição não os mencionasse por não os recordar, se encontravam o doutor Miguel de Silveira, autor do Macabeo, falecido em Nápoles para onde se tinha retirado prudentemente seguindo o duque de Medina das Torres depois da detenção em Madrid dos seus parentes, e da sua irmã, Catarina Gomes da Silva, casada com Diogo Mendes Ximenes, detidos em Madrid em 1635 junto com os seus filhos e outros familiares.
Depois de aprender a ler e escrever com um cura e um sacristão em Celorico da Beira, contraiu casamento aos dezassete anos com Clara Gómez Feijóo e viveu com ela na sua quinta em Celorico até que em 1635 mudou-se para Madrid após chamamento de Diego Suárez, do Conselho de Portugal.
Estabelecido em Madrid de 1635 a 1659, escreveu em castelhano um elevado número de obras, principalmente genealogias. Em 1637 saiu a primeira edição de sua Chatalogo real de Espanha, elogiada por Luis Vélez de Guevara com um soneto laudatório, ao que se agregaram, ao sair em 1639 a segunda edição com o título de Catálogo real genealógico de Espanha, os elogios em verso de Pedro Calderón da Barca, Gabriel Bocángel, Agustín Moreto, Antonio de Solís, Francisco de Vermelhas Zorrilla e outros. Entre as suas obras pode-se destacar, pela quantidade de informação que contém, a População geral de Espanha: seus troféus, brasões, e conquistas heróicas.; Reais genealogias, e catálogos de dignidades eclesiásticas, e seglares, impressa em Madrid por Diego Díaz da Carreira, 1645, com dedicatória ao banqueiro português estabelecido em Madrid Manuel Cortizos, defensor da unidade peninsular. A obra dava continuidade e completava as Relações topográficas de Filipe II, oferecendo a descrição geral de Espanha que nem Ambrosio de Morais nem Juan Bautista Labaña puderam completar e lhe valeu o título de cronista. Também se podem destacar o Compendio das mais assinaladas façanhas que fez o capitão Alonso de Gramas, 1647, seus Enganos e desengaños do mundo, 1655, a respeito do fundamento da vaidade nobiliaria, e a Comparação dos Cromueles de Inglaterra, 1657, sua última obra publicada, onde defendia o catolicismo hispano em oposição à herege Inglaterra.

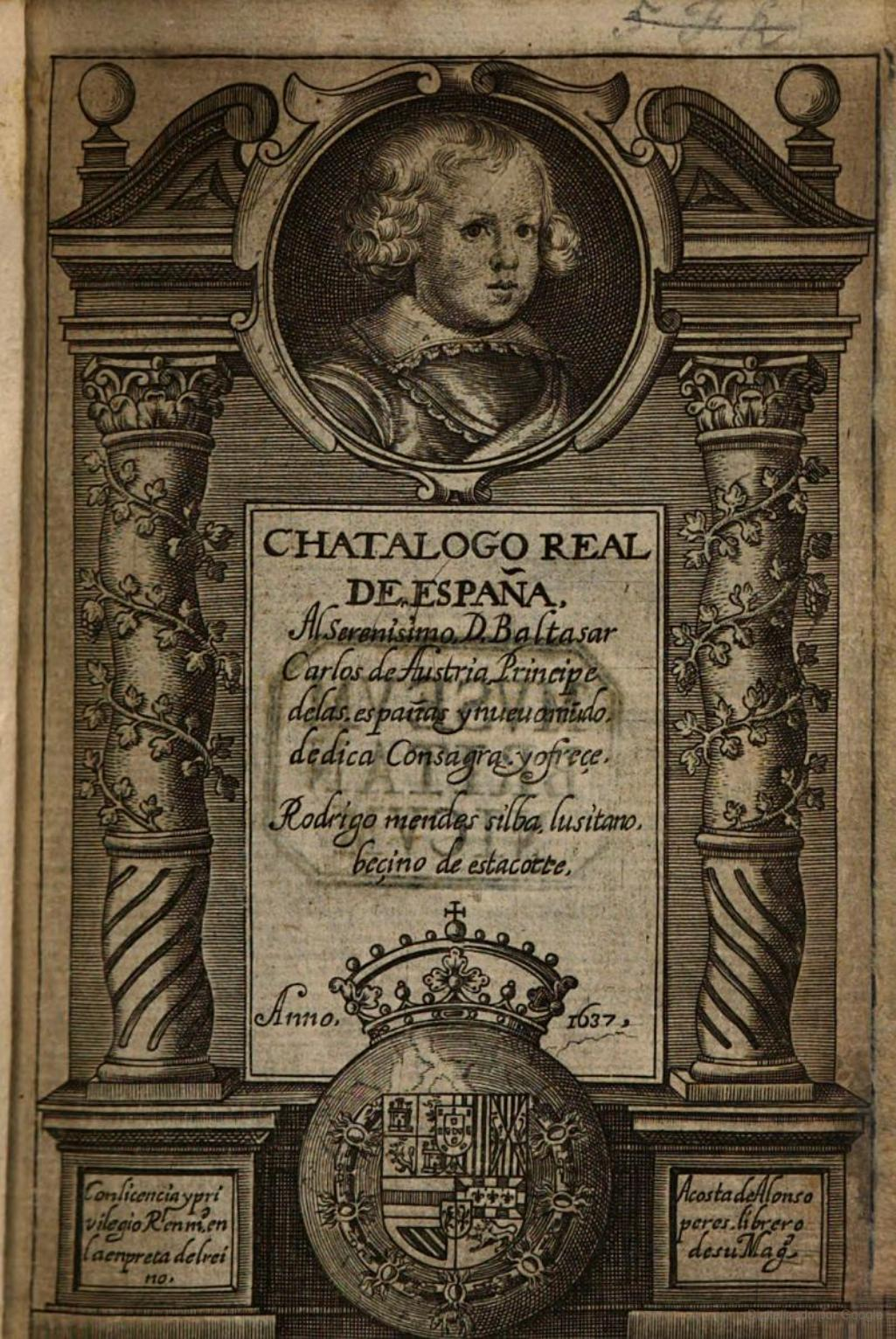
Frontispício do Chatalogo real de Espanha, Madrid, Imprenta Real, 1637, com a efigie do príncipe Baltasar Carlos a quem foi dedicada a obra

## Processo inquisitorial
A 7 de maio de 1659 foi denunciado juntamente com a sua esposa por Guiomar Mendes, cristã nova portuguesa perseguida pelo tribunal da Inquisição de Bacia, depois de ser submetida a uma sessão de tortura. Outros depoimentos agregaram-se depois, acusando-o de ter participado em Portugal na morte ritual de um menino. Entre quem tinham-no ouvido dizer encontra-se o licenciado Francisco Páez Becerra, célebre pelos seus trabalhos de espionagem entre os criptojudeus de Amesterdão, Bordéus e Madrid, a quem Rodrigo acusará em seu processo de ter-lhe chantageado. A 11 de maio foi preso e dias depois fez suas primeiras declarações espontâneas em sua defesa. A 30 desse mês procedeu-se ao inventário e sequestro dos seus bens com sua biblioteca, formada por mil e duzentos volumes entre livros impressos e manuscritos. A 7 de julho realizou-se o primeiro interrogatório oficial. Nele reconheceu que entre seus livros, nenhum relacionado com o judaísmo, podiam-se encontrar alguns proibidos, como as «Epístolas e Evangelhos em Romance pelo frade Ambrosio Montesinos, em Alcalá, ano de 1608», mas alegou que os tinha porque, não sabendo latim –nem hebreu ou grego, pois só tinha estudado história particularmente— precisava deles para o seu ofício e sem eles não podiam escrever, com muitos bilhetes do Novo Testamento, «contra a tirania de Cromuel de Inglaterra, persuadindo àquele Reyno à desconveniençia grande do ter por protetor».
Transladado para o tribunal de Bacia, a 30 de agosto deu-se-lhe leitura da acusação formulada contra ele pelo promotor. Confessou então que aos doze ou treze anos o doutor Fernando Cardoso, médico de Madrid fugido em Itália, «amigo seu e de grande confiança», lhe tinha convertido ao criptojudaísmo e que durante um tempo tinha tido dúvidas, se mantendo umas vezes firme na lei de Cristo e outras duvidoso de qual lei fosse melhor. Mas passados dois ou três anos leu o Dialogo entre Discípulo e Mestre catechizante do judeu renegado João Baptista Este, «onde se resolven todas as duuidas que vos Judeus obstinados costumão fazer contra a verdade dá Fé Catholica», e «bolbio em si e reconocío que yba errado», retornando ao catolicismo até que, fazia três anos, outro «marrano» chamado Francisco do Oyo, aliás Henríquez, lhe disse que todo o que dizia o livro de Leste «eram pataratas» e persuadiu-o a guardar o sábado e se abster de comer tocinho, o que fez «todas as vezes que podia, sem ser notado». A 13 de outubro ratificou-se as suas declarações, incluídas as que supunham a delação de outros três cúmplices, e onde reafirmou recusar a Guiomar Mendes, que o tinha acusado, fechando-se assim provisionalmente a causa no tribunal de Bacia com a admissão do réu a reconciliação, impondo-lhe a assumição dos seus erros em auto particular de fé e o confisco dos seus bens. No entanto, o Conselho da Suprema anulou esta decisão por entender que as suas confissões tinham sido insuficientes e ordenou submetê-lo a tortura. O interrogatório teve lugar a 27 de fevereiro de 1660 e foi publicado por Julio Caro Baroja. Entre exclamações de dor e reivindicando-se –«Espanha esclarecida, olha que te servi e que tenho respondido às heregías de Cromvel»– nomeou outro cúmplice e protestou contra as acusações de morte ritual às que, por outro lado, os inquisidores não parece que dessem maior crédito. A 25 de junho de 1662 leu-se-lhe a sentença definitiva, pela que era condenado a prisão perpétua e a vestir perpetuamente a vestimenta designada por sambenito. Não assinou por ter «baldado o braço direito». A 28 de março de 1663 o grande inquisidor mudou a sentença contra ele e a sua esposa para desterro de Madrid com proibição de abandonar Espanha ou mudar de nome. Não obstante, conseguiu escapar para Itália.
Uma vez em Veneza, apesar dos seus anos, fez-se circuncidar, tomou o nome de Jacob e contraiu casamento com uma jovem de dezoito anos, motivo pelo qual os seus correligionários por zombaria e sem motivo, segundo escrevia Cecil Roth em 1930, mudaram o seu título de cronista pelo de cornista. Roth tomou esta informação de um fraile polemista italiano, frade Luigi Maria Benetelli, que concluía suas menções a Rodrigo Méndez dizendo dele que «como Averroe, che non era Idolatra, nè Maomettano, nè Ebreo, nè Cristiano».